# Gouvernement Dadnadji
IIIe République
Nadingar II Kalzebé
Le gouvernement Dadnadji est le gouvernement de la république du Tchad du 25 janvier 2013 au 21 novembre 2013

## Composition

### Initiale (25 janvier 2013)
La composition est la suivante
| Portefeuille                                                                                                | Nom | Nom                            | Parti |
| --- | --- | ------------------------------ | ----- |
| Premier ministre                                                                                            |     | Joseph Djimrangar Dadnadji     | MPS   |
| Ministre conseiller à la Présidence de la République                                                        |     | Beyom Malo Adrien              | MPS   |
| Ministre des Affaires étrangères et de l'Intégration africaine                                              |     | Moussa Faki Mahamat            |       |
| Ministre délégué à la Présidence de la République chargé de la Défense nationale et des Anciens combattants |     | Benaindo Tatola                |       |
| Ministre des Infrastructures et des Transports                                                              |     | Gata Ngoulou                   | MPS   |
| Ministre des finances et du Budget                                                                          |     | Atteib Habib Doutoum           |       |
| Ministre des Affaires foncières et des Domaines                                                             |     | Jean Bernard Padaré            |       |
| Ministre des Postes et Nouvelles technologies de l'information                                              |     | Baiwong Djibergui Amane Rosine |       |
| Ministre de l'Hydraulique rurale et urbaine                                                                 |     | Mahamat Ali Abdallah Nassour   |       |
| Ministre du Plan, de l'Économie et de la Coopération internationale                                         |     | Bédoumra Kordjé                |       |
| Ministre de la Communication et porte-parole du gouvernement                                                |     | Hassan Sylla Bakari            | MPS   |
| Ministre de l'Administration du territoire et de la Décentralisation                                        |     | Bachar Ali Souleymane          | MPS   |
| Ministre de la Justice et Garde des Sceaux                                                                  |     | Abdoulaye Sabre Fadoul         | MPS   |
| Ministre de la Sécurité publique et de l'Immigration                                                        |     | Ahmat Mahamat Bachir           | MPS   |
| Ministre de l'Assainissement public et de la Promotion de la bonne gouvernance                              |     | Hinsou Hara                    |       |
| Ministre de l'Agriculture et l'Irrigation                                                                   |     | Dangdé Laoubélé Damaye         |       |
| Ministre de l'Environnement et des Ressources halieutiques                                                  |     | Mahamat Béchir Okormi          |       |
| Ministre du Développement pastoral et des Productions animales                                              |     | Amir Adoudou Artine            |       |
| Ministre de l'Enseignement fondamental et de l'Alphabétisation                                              |     | Hassan Tcholnaye               |       |
| Ministre de l'Enseignement, de la Recherche et de la Formation professionnelle supérieures                  |     | Adoum Goudja                   |       |
| Ministre des Enseignements et de la Formation professionnelle secondaire                                    |     | Abdelkerim Seid Bauch          |       |
| Ministre de la Fonction publique et du Travail                                                              |     | Abdoulaye Abakar               |       |
| Ministre de la Santé publique                                                                               |     | Ahmat Djidda Mahamat           |       |
| Ministre de l'Action sociale, de la Solidarité nationale et de la Famille                                   |     | Sadié Goukouni Weddeye         |       |
| Ministre de la Jeunesse et des Sports                                                                       |     | Mahamat Adoum                  | MPS   |
| Ministre de la Culture, des Arts et de la Conservation du patrimoine                                        |     | Dayang Menwa Enock             |       |
| Ministre de l'Énergie et du Pétrole                                                                         |     | Djerassem Le Bemadjiel         |       |
| Ministre de l'Aménagement du territoire, de l'Urbanisme et de l'Habitat                                     |     | Ignabaye Claude                |       |
| Ministre du Commerce et de l'Industrie                                                                      |     | Abderahim Biremé Hamid         |       |
| Ministre des Micro-crédits pour la promotion de la femme et de la jeunesse                                  |     | Bagrim Kibassim                |       |
| Ministre des Mines et de la Géologie                                                                        |     | Nodjitolabaye Kouladoumadji    |       |
| Ministre des Transports et de l'Aviation civile                                                             |     | Dillo Adoum                    |       |
| Ministre des Droits de l'Homme et de la Promotion des libertés fondamentales                                |     | Amina Kodjiana                 |       |
| Ministre du Commerce et de l'Industrie                                                                      |     | Hamid Mahamat Dahalop          |       |
| Ministre du Tourisme et de l'Artisanat                                                                      |     | Abderahim Younous Ali          |       |
| Ministre secrétaire général du gouvernement                                                                 |     | Samir Adam Annour              |       |
| Secrétaire d'État aux Affaires étrangères, chargé des Tchadiens de l'étranger                               |     | Ruth Tédébé                    |       |
| Secrétaire d'État à l'Économie, au Plan et la Coopération internationale                                    |     | Djimasbeye Ndade Mandagua      |       |
| Secrétaire d'Etat aux Finances et au Budget                                                                 |     | Amina Mahamat                  |       |
| Secrétaire d'Etat à la Santé publique                                                                       |     | Mahamat Adji Ngoua             |       |
| Secrétaire d'État au Plan, à l'Économie et à la Coopération internationale                                  |     | Oumar Adoum Sini               |       |
| Secrétaire d'État à l'Administration du territoire et à la Décentralisation                                 |     | Lamine Moustapha               |       |
| Secrétaire d'État à la Santé publique                                                                       |     | Ngariera Rimadjita             |       |
| Secrétaire d'État à l'Action sociale, à la Famille et à la Solidarité nationale                             |     | Mahamat Adji Ngone             |       |
| Secrétaire d'État à l'Agriculture                                                                           |     | Ngomdigué Baidi Lomey          |       |
| Secrétaire générale adjointe du gouvernement                                                                |     | Adoum Fortey Amadou            |       |

### Remaniement du 20 février 2013
Les nouveaux ministres sont indiqués en gras, ceux ayant changé d'attributions en italique
| Portefeuille                                                                                                | Nom | Nom                            | Parti |
| --- | --- | ------------------------------ | ----- |
| Premier ministre                                                                                            |     | Joseph Djimrangar Dadnadji     | MPS   |
| Ministre conseiller à la Présidence de la République                                                        |     | Beyom Malo Adrien              | MPS   |
| Ministre des Affaires étrangères et de l'Intégration africaine                                              |     | Moussa Faki Mahamat            |       |
| Ministre délégué à la Présidence de la République chargé de la Défense nationale et des Anciens combattants |     | Benaindo Tatola                |       |
| Ministre des Infrastructures et des Transports                                                              |     | Gata Ngoulou                   | MPS   |
| Ministre des Finances et du Budget                                                                          |     | Atteib Habib Doutoum           |       |
| Ministre des Affaires foncières et des Domaines                                                             |     | Jean Bernard Padaré            |       |
| Ministre des Postes et Nouvelles technologies de l'information                                              |     | Baiwong Djibergui Amane Rosine |       |
| Ministre de l'Hydraulique rurale et urbaine                                                                 |     | Ali Mahamat Abdoulaye          |       |
| Ministre du Plan, de l'Économie et de la Coopération internationale                                         |     | Bédoumra Kordjé                |       |
| Ministre de la Communication et porte-parole du gouvernement                                                |     | Hassan Sylla Bakari            | MPS   |
| Ministre de l'Administration du territoire et de la Décentralisation                                        |     | Bachar Ali Souleymane          |       |
| Ministre de la Justice et Garde des Sceaux                                                                  |     | Abdoulaye Sabre Fadoul         | MPS   |
| Ministre de la Sécurité publique et de l'Intérieur                                                          |     | Zène Ali Fadel                 | MPS   |
| Ministre de l'Assainissement public et de la Promotion de la bonne gouvernance                              |     | Hinsou Hara                    |       |
| Ministre de l'Agriculture et l'Irrigation                                                                   |     | Dangdé Laoubélé Damaye         |       |
| Ministre de l'Environnement et des Ressources halieutiques                                                  |     | Mahamat Issa Alikimi           |       |
| Ministre du Développement pastoral et des Productions animales                                              |     | Amir Adoudou Artine            |       |
| Ministre de l'Enseignement fondamental et de l'Alphabétisation                                              |     | Hassan Tcholnaye               |       |
| Ministre de l'Enseignement, de la Recherche et de la Formation professionnelle supérieures                  |     | Adoum Goudja                   |       |
| Ministre des Enseignements et de la Formation professionnelle secondaire                                    |     | Abdelkerim Seid Bauch          |       |
| Ministre de la Fonction publique et du Travail                                                              |     | Abdoulaye Abakar               |       |
| Ministre de la Santé publique                                                                               |     | Ahmat Djidda Mahamat           |       |
| Ministre de l'Action sociale, de la Solidarité nationale et de la Famille                                   |     | Ngomdigué Baïdi Lomé           |       |
| Ministre de la Jeunesse et des Sports                                                                       |     | Mahamat Adoum                  | MPS   |
| Ministre de la Culture, des Arts et de la Conservation du patrimoine                                        |     | Dayang Menwa Enock             |       |
| Ministre de l'Energie et du Pétrole                                                                         |     | Djerassem Le Bemadjiel         |       |
| Ministre de l'Aménagement du territoire, de l'Urbanisme et de l'Habitat                                     |     | Yokabdjim Mandiguim            |       |
| Ministre du Commerce et de l'Industrie                                                                      |     | Abderahim Biremé Hamid         |       |
| Ministre des Micro-crédits pour la promotion de la femme et de la jeunesse                                  |     | Bagrim Kibassim                |       |
| Ministre des Mines et de la Géologie                                                                        |     | Oumar Adoum Sini               |       |
| Ministre des Transports et de l'Aviation civile                                                             |     | Dillo Adoum                    |       |
| Ministre des Droits de l'Homme et de la Promotion des libertés fondamentales                                |     | Amina Kodjiana                 |       |
| Ministre du Commerce et de l'Industrie                                                                      |     | Hamid Mahamat Dahalop          |       |
| Ministre du Tourisme et de l'Artisanat                                                                      |     | Abderahim Younous Ali          |       |
| Ministre secrétaire général du gouvernement                                                                 |     | Samir Adam Annour              |       |
| Secrétaire d'État à l'Économie, au Plan et la Coopération internationale                                    |     | Djimasbeye Ndade Mandagua      |       |
| Secrétaire d'État aux Finances et au Budget                                                                 |     | Amina Mahamat                  |       |
| Secrétaire d'État à la Santé publique                                                                       |     | Mahamat Adji Ngoua             |       |
| Secrétaire d'État au Plan, à l'Économie et à la Coopération internationale                                  |     | Ngariera Rimadjita             |       |
| Secrétaire d'État à l'Administration du territoire et à la Décentralisation                                 |     | Lamine Moustapha               |       |
| Secrétaire d'État à la Santé publique                                                                       |     | Chansalfouda Abakar Kadadi     |       |
| Secrétaire d'État à l'Action sociale, à la Famille et à la Solidarité nationale                             |     | Mahamat Adji Ngone             |       |
| Secrétaire d'État à l'Agriculture                                                                           |     | Ruth Tédébé                    |       |
| Secrétaire générale adjointe du gouvernement                                                                |     | Adoum Fortey Amadou            |       |

### Remaniement du 17 octobre 2013
Les nouveaux ministres sont indiqués en gras, ceux ayant changé d'attributions en italique
| Portefeuille                                                                                                | Nom | Nom                        | Parti |
| --- | --- | -------------------------- | ----- |
| Premier ministre                                                                                            |     | Joseph Djimrangar Dadnadji | MPS   |
| Ministre conseiller à la Présidence de la République                                                        |     | Beyom Malo Adrien          | MPS   |
| Ministre des Affaires étrangères et de l'Intégration africaine                                              |     | Moussa Faki Mahamat        |       |
| Ministre délégué à la Présidence de la République chargé de la Défense nationale et des Anciens combattants |     | Benaindo Tatola            |       |
| Ministre des Infrastructures et des Transports                                                              |     | Gata Ngoulou               | MPS   |
| Ministre des Finances et du Budget                                                                          |     | Kordjé Bedoumra            |       |
| Ministre des Affaires foncières et des Domaines                                                             |     | Jean Bernard Padaré        |       |
| Ministre des Postes et Nouvelles technologies de l'information                                              |     | Daoussa Déby               |       |
| Ministre de l'Hydraulique rurale et urbaine                                                                 |     | Yousuf Mahamat Moussa      |       |
| Ministre du Plan, de l'Économie et de la Coopération internationale                                         |     | Mariam Mahamat Nour        |       |
| Ministre de la Communication et porte-parole du gouvernement                                                |     | Hassan Sylla Bakari        | MPS   |
| Ministre de l'Administration du territoire et de la Décentralisation                                        |     | Bachar Ali Souleymane      |       |
| Ministre de la Justice et Garde des Sceaux                                                                  |     | Abdoulaye Sabre Fadoul     | MPS   |
| Ministre de la Sécurité publique et de l'Intérieur                                                          |     | Abdelrahim Brema           | MPS   |
| Ministre de l'Assainissement public et de la Promotion de la bonne gouvernance                              |     | Hinsou Hara                |       |
| Ministre de l'Agriculture et l'Irrigation                                                                   |     | Dangdé Laoubélé Damaye     |       |
| Ministre de l'Environnement et des Ressources halieutiques                                                  |     | Mahamat Issa Alikimi       |       |
| Ministre du Développement pastoral et des Productions animales                                              |     | Amir Adoudou Artine        |       |
| Ministre de l'Enseignement fondamental et de l'Alphabétisation                                              |     | Hassan Tcholnaye           |       |
| Ministre de l'Enseignement, de la Recherche et de la Formation professionnelle supérieures                  |     | Adoum Goudja               |       |
| Ministre des Enseignements et de la Formation professionnelle secondaire                                    |     | Abdelkerim Seid Bauch      |       |
| Ministre de la Fonction publique et du Travail                                                              |     | Abdoulaye Abakar           |       |
| Ministre de la Santé publique                                                                               |     | Ahmat Djidda Mahamat       |       |
| Ministre de l'Action sociale, de la Solidarité nationale et de la Famille                                   |     | Ngomdigué Baïdi Lomé       |       |
| Ministre de la Jeunesse et des Sports                                                                       |     | Adoum Fatey                |       |
| Ministre de la Culture, des Arts et de la Conservation du patrimoine                                        |     | Dayang Menwa Enock         |       |
| Ministre de l'Énergie et du Pétrole                                                                         |     | Djerassem Le Bemadjiel     |       |
| Ministre de l'Aménagement du territoire, de l'Urbanisme et de l'Habitat                                     |     | Oki Dagache                |       |
| Ministre du Commerce et de l'Industrie                                                                      |     | Abderahim Biremé Hamid     |       |
| Ministre des Micro-crédits pour la promotion de la femme et de la jeunesse                                  |     | Bagrim Kibassim            |       |
| Ministre des Mines et de la Géologie                                                                        |     | Oumar Adoum Sini           |       |
| Ministre des Transports et de l'Aviation civile                                                             |     | Hawa Acyl                  |       |
| Ministre des Droits de l'Homme et de la Promotion des libertés fondamentales                                |     | Amina Kodjiana             |       |
| Ministre du Commerce et de l'Industrie                                                                      |     | Hamid Mahamat Dahalop      |       |
| Ministre du Tourisme et de l'Artisanat                                                                      |     | Abderahim Younous Ali      |       |
| Ministre secrétaire général du gouvernement                                                                 |     | Sabre Fadoul Abdoulaye     |       |
| Secrétaire d'État à l'Économie, au Plan et la Coopération internationale                                    |     | Djimasbeye Ndade Mandagua  |       |
| Secrétaire d'État aux Finances et au Budget                                                                 |     | Amina Mahamat              |       |
| Secrétaire d'Etat à la Santé Publique                                                                       |     | Mahamat Adji Ngoua         |       |
| Secrétaire d'Etat au Plan, à l'économie et à la coopération internationale                                  |     | Ngariera Rimadjita         |       |
| Secrétaire d'Etat à l'administration du Territoire et à la Décentralisation                                 |     | Lamine Moustapha           |       |
| Secrétaire d'État à la Santé publique                                                                       |     | Chansalfouda Abakar Kadadi |       |
| Secrétaire d'État à l'Action sociale, à la Famille et à la Solidarité nationale                             |     | Mahamat Adji Ngone         |       |
| Secrétaire d'État à l'Agriculture                                                                           |     | Ruth Tédébé                |       |
| Secrétaire générale adjointe du gouvernement                                                                |     | Adoum Fortey Amadou        |       |